# Берік (район)
Берік — район зоби (провінції) Маекел, що в Еритреї. Столиця — місто Берік.